# Casteide-Candau
Casteide-Candau település Franciaországban, Pyrénées-Atlantiques megyében. Lakosainak száma 293 fő (2022. január 1.). Casteide-Candau Monget, Arget, Hagetaubin, Morlanne és Saint-Médard községekkel határos.

## Népesség
A település népességének változása:
| Lakosok száma | 237  | 261  | 279  | 290  | 301  | 302  | 312  | 302  | 293  |
|               | 2013 | 2015 | 2016 | 2017 | 2018 | 2019 | 2020 | 2021 | 2022 |